# Ныгметов, Сейтжапар Алшынбекович
Сейтжапар Алшынбекович Ныгметов (каз. Сейтжапар Алшынбекұлы Нығметов; род. 11 ноября 1957, Кумколь, Акмолинская область) — казахстанский хозяйственный и общественный деятель, предприниматель, директор агропредприятия (Карагандинская область).

## Биография
Родился 11 ноября 1957 года в селе Кумгуль Коргалжынского района Целиноградской области. Происходит из подрода тинали рода куандык племени аргын.
Окончил Целиноградский сельскохозяйственный институт по специальности зооинженер. По окончании работал старшим зоотехником Мариновского районного спецхозобъеденения, технологом Целиноградского мясокомбината.
С 1983 по 1993 годы — Главный зоотехник совхоза «Трудовик» Нуринского района.
С 1994 года по настоящее время генеральный директор товарищества с ограниченной ответственностью «Кайнар». ТОО «Кайнар» является крупным хозяйством, занимающимся племенным животноводством и животноводством в Нуринском районе Карагандинской области.
С 2004 года «Әулиекөл» занимается разведением крупного рогатого скота. В настоящее время поголовье скота составляет 1200 голов, в том числе маточного поголовья 725.
В хозяйстве ТОО «Кайнар» используются современные передовые технологии, машинно-тракторный парк полностью оснащен новой техникой. По сравнению с 2014 годом рост производства товаров составил 313 %. В этом году ТОО закупило 14,3 центнера с гектара, засыпало в зернохранилище.
Сейтжапар Алшынбекович неоднократно избирался депутатом Нуринского районного маслихата Карагандинской области.

## Награды и звания
- 1999 — Медаль «За трудовое отличие» (Казахстан)
- 2006 — Орден Курмет[1]
- 2012 — Орден Парасат[2][3]
- 2018 — Орден «Барыс» 3 степени (15 декабря)[4]
- Медаль «50 лет Целине» (2004)
- Медаль «20 лет независимости Республики Казахстан» (2011)
- Медаль «20 лет Конституции Республики Казахстан» (2015)
- Медаль «Ветеран труда» (Казахстан 2015 года)
- Нагрудный знак «Ауыл шаруашылығының үздігі»
- Награждён благодарственным письмом Президента Республики Казахстан и др.